# متا، کومونه
متا (به ایتالیایی: Meta) یک کومونه در ایتالیا است که در استان ناپل واقع شده‌است.

## خصوصیات
متا ۲٫۲ کیلومترمربع مساحت و ۸٬۰۴۱ نفر جمعیت دارد و ۱۱۱ متر بالاتر از سطح دریا واقع شده‌است.